# Xochicalco
Xochicalco je archeologická lokalita nacházející se ve státě Morelos přibližně 70 km jižně od Ciudad de México. Od roku 1999 figuruje na seznamu kulturního světového dědictví UNESCO. Svého největšího rozkvětu a vrcholu dosáhlo Xochicalco v pozdním klasickém období Mezoameriky (přibližně mezi roky 650 a 900). Během této doby vznikla většina staveb, které se zachovaly do dnešní doby.
Po pádu Teotihuacánu – nejvýznamnějšího města a kultury v centrální oblasti Mexika – přibližně od 7. století soupeřily o převzetí moci nad tímto území města Xochicalco a Cacaxtla. Další významná města současně existující s Xochicalcem byly např. Monte Albán, El Tajín či Cholula.
Xochicalco je prehispánské město s nejvyšší koncentrací staveb v celé Mezoamerice na 1 m². Zdejší architektura je spojením tradic a stylů typických pro celou oblast centrálního Mexika – chrámy vystavěné na vršcích staveb pyramidového charakteru, uzavřené prostory v okolí nádvoří a náměstí, stavby speciálního využití jako např. lázně či sportoviště.

## Fotogalerie

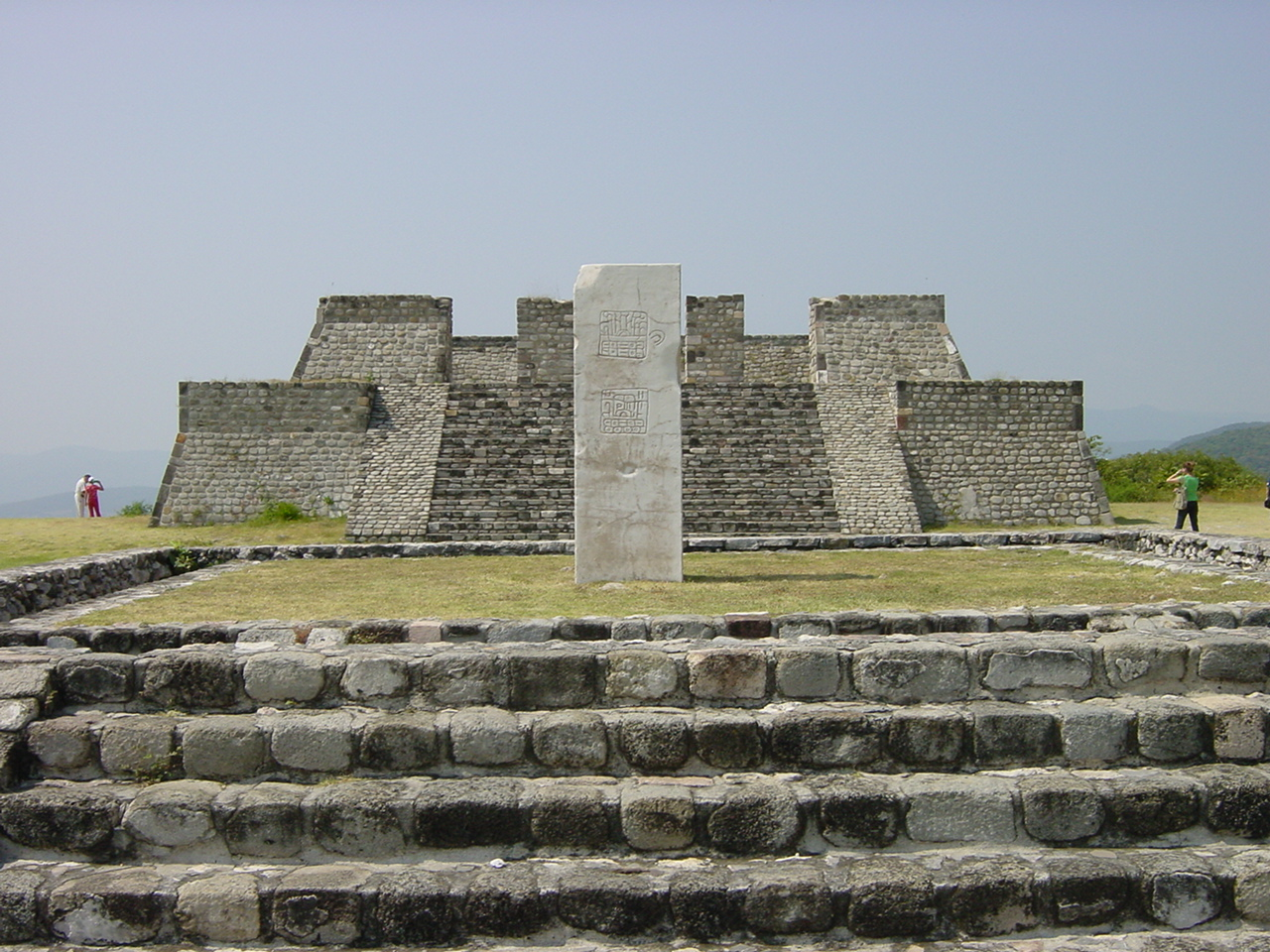
zdejší pyramida
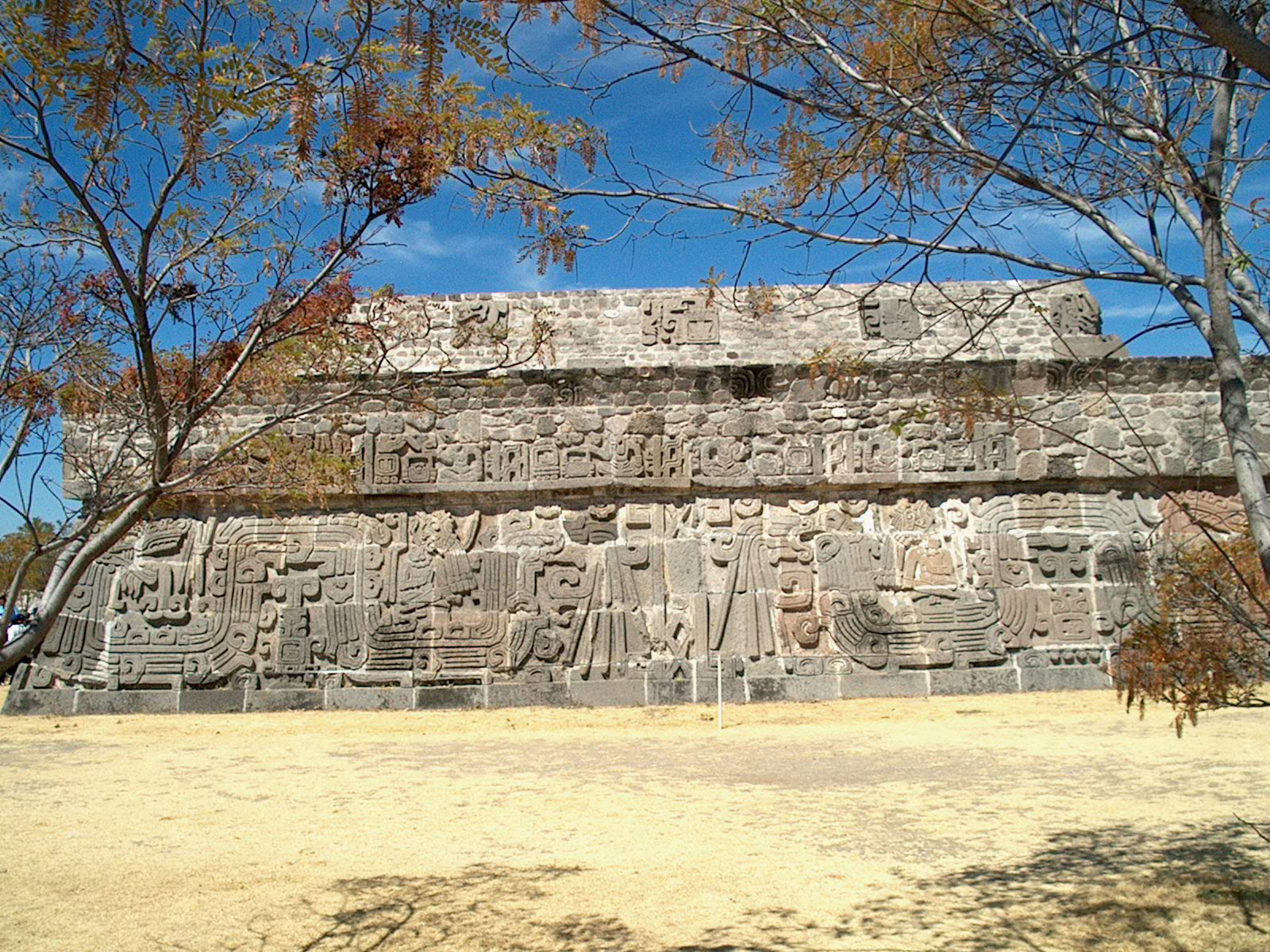
chrám opeřeného hada
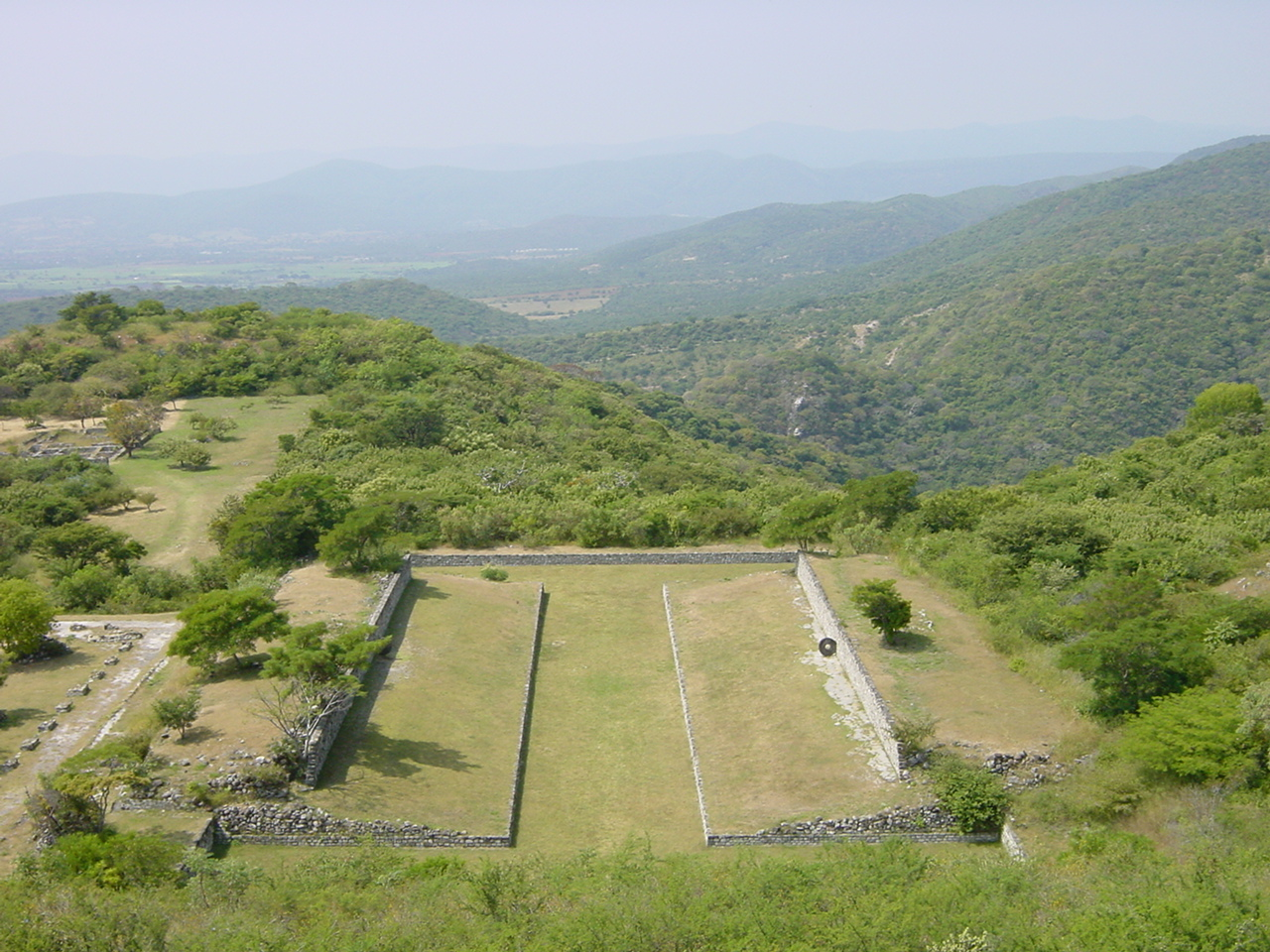
hřiště pro míčové hry
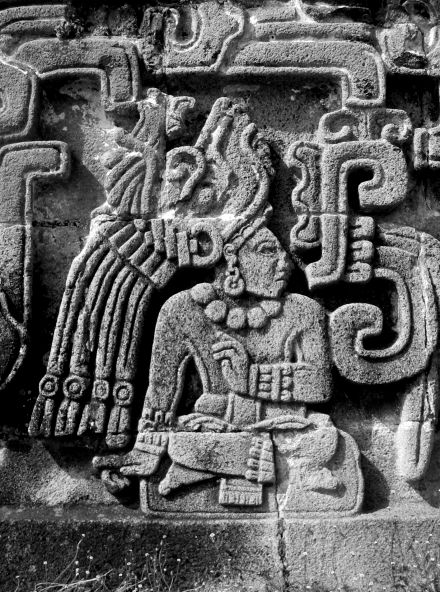
detail zdejší výzdoby